# Marie Louise af Slesvig-Holsten-Sønderborg-Augustenborg
Prinsesse Marie Louise (født som prinsesse Marie Louise af Slesvig-Holsten-Sønderborg-Augustenborg; Franziska Josepha Louise Augusta Marie Christina Helena; 12. august 1872 – 8. december 1956) var en augustenborgsk prinsesse, der var medlem af den britiske kongefamilie. Hun var datter af prins Christian af Slesvig-Holsten-Sønderborg-Augustenborg og prinsesse Helena af Storbritannien, der selv var datter af Dronning Victoria af Storbritannien. Fra 1891 til 1900 var hun gift med Prins Aribert af Anhalt.